# Hochkogel (Grazer Bergland)
Der Hochkogel ist eine 794 m ü. A. hohe Erhebung des westlichen Grazer Berglandes. Er befindet sich im nördlichen Teil der zur Stadtgemeinde Bärnbach gehörenden Katastralgemeinde Hochtregist. Der Hochkogel war bis zur 2015 durchgeführten steiermärkischen Gemeindestrukturreform und der Zusammenlegung der Gemeinde Bärnbach mit der Gemeinde Piberegg die höchste Erhebung der Stadtgemeinde. Seit 2015 ist dies jedoch der 961 m ü. A. hohe Hirtlkogel an der Gemeindegrenze zu Köflach.
Am südwestlichen Hang des Hochkogels liegt die Streusiedlung Weingartsberg und im Nordosten die Streusiedlung Schrott. Der Hochkogel bildet zusammen mit dem 740 m ü. A. hohen Schrapfberg und dem 761 m ü. A. hohen Hochtregist einen Höhenzug.